# آلفا-کادینول
آلفا-کادینول (به انگلیسی: Alpha-Cadinol) با فرمول شیمیایی C
۱۵H
۲۶O یک ترکیب شیمیایی با شناسه پاب‌کم ۱۰۳۹۸۶۵۶ است. که جرم مولی آن ۲۲۲٫۳۷ g/mol می‌باشد. شکل ظاهری این ترکیب، بلورین سفید است.